# Anton Deusing

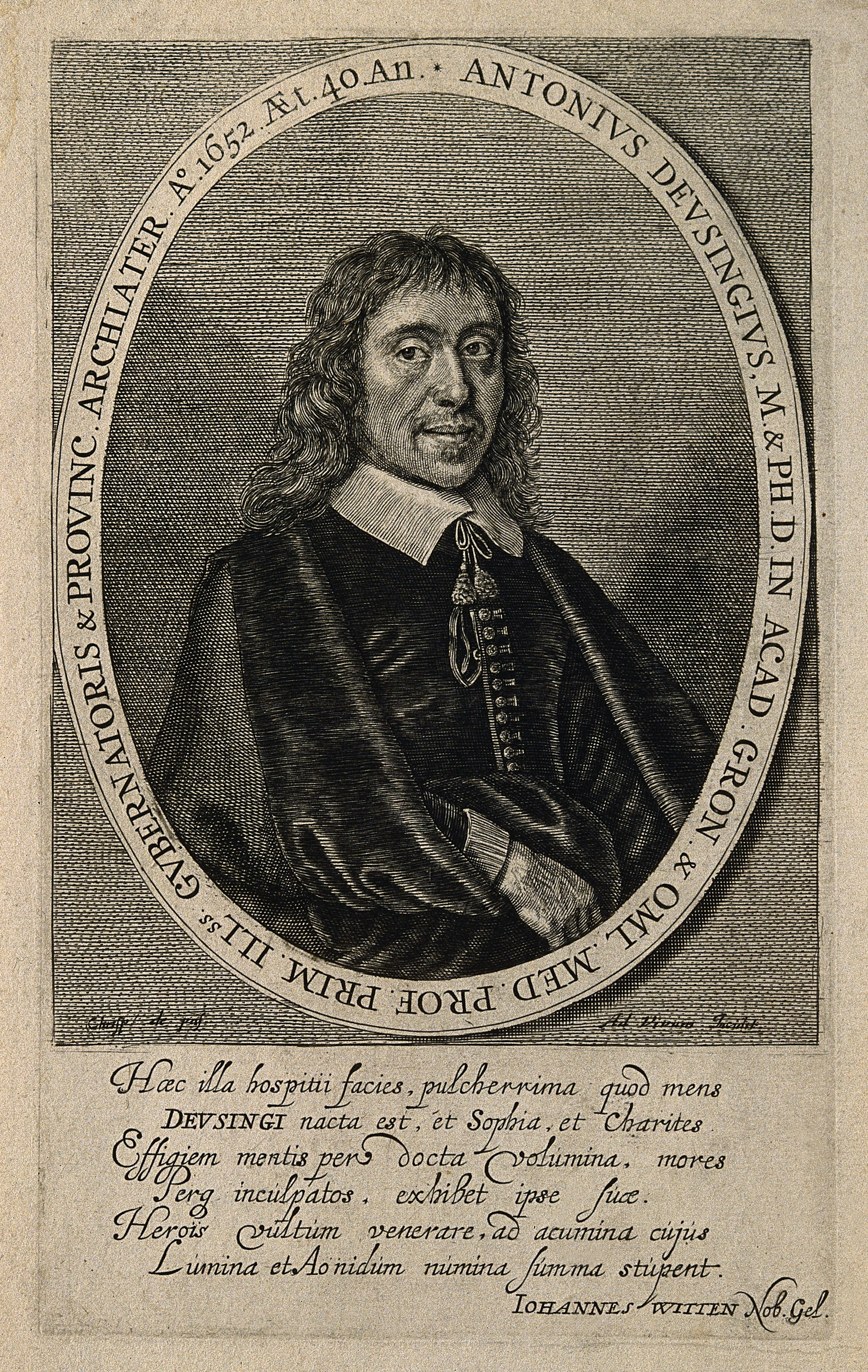
Antonius Deusing

Anton Deusing, in latino Antonius Deusingius (Moers, 15 ottobre 1612 – Groninga, 30 gennaio 1666), è stato un medico, matematico e astronomo tedesco.

## Biografia

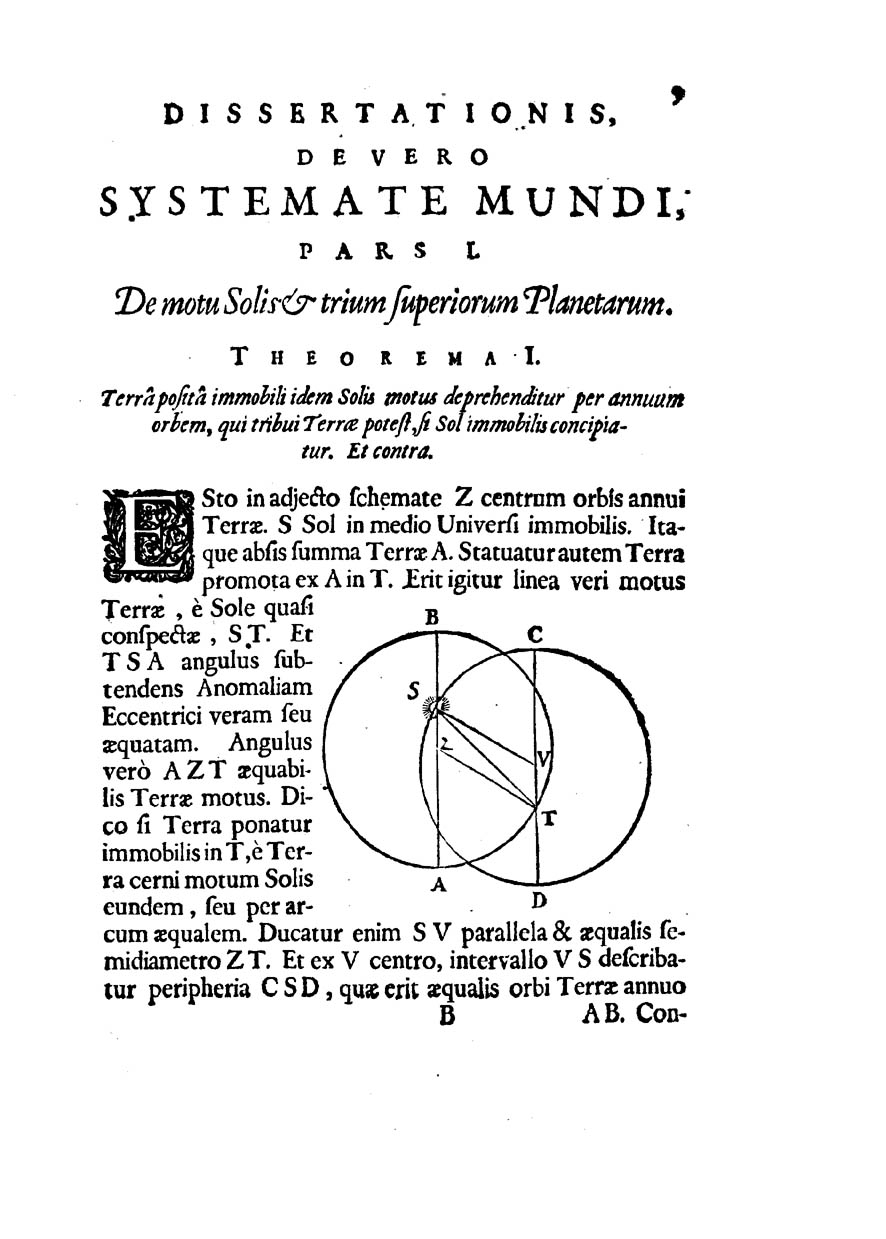
De vero systemate mundi dissertatio mathematica, 1643

Fu medico tedesco colto, studioso di lingue orientali, filosofia, fisica, matematica e astronomia. Nel 1646 diventò il primo professore di medicina all'Università di Groninga. Scrisse e pubblicò diverse opere in latino.

## Opere
- (LA) De vero systemate mundi dissertatio mathematica, Amstelodami, Lowijs Elzevier, 1643.
- (LA) Disquisitio physico-mathematica gemina, de vacuo itemque de attractione quibus probatur, nullum in rerum natura dari, vel posse dari vacuum, Amstelodami, Pieter van den Berge, 1661.
- (LA) Disquisitio physico-mathematica gemina, de vacuo itemque de attractione quibus probatur, nullum in rerum natura dari, vel posse dari vacuum, Amsterdam, Pieter van den Berge, 1662.
- The Universal Theatre of Nature (1645)
- Synopsis of Medicine (1649)
- The Economy of the Animal System (1660)

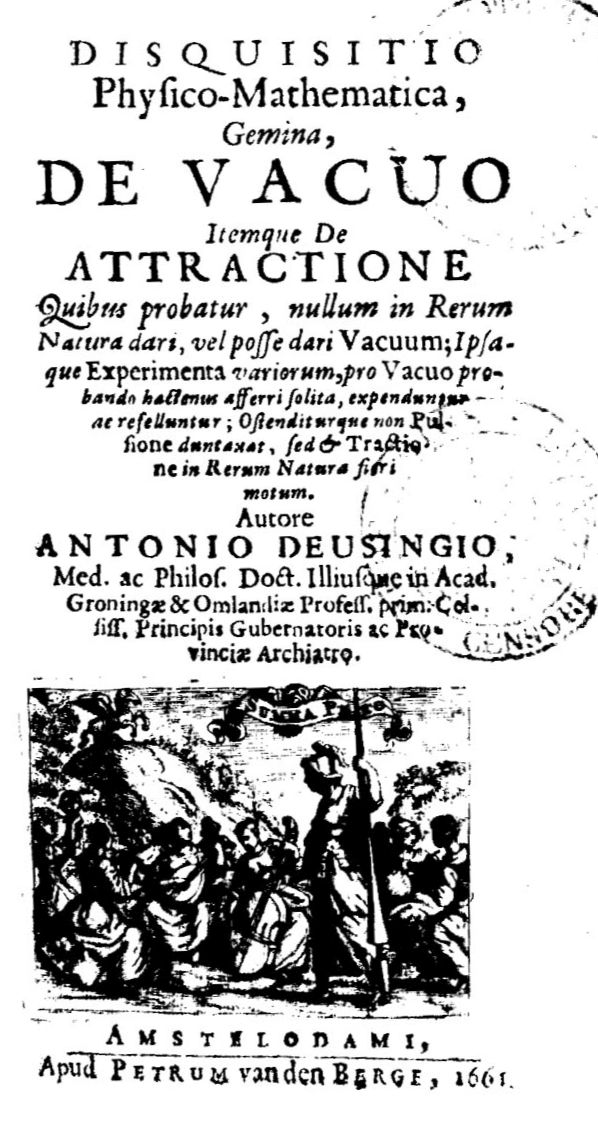
Disquisitio physico-mathematica gemina, de vacuo itemque de attractione quibus probatur, nullum in rerum natura dari, vel posse dari vacuum, 1662